# Agdangan
Agdangan est une municipalité de la province de Quezon, aux Philippines.

## Barangays
Agdangan est subdivisée en 12 barangays.
- Binagbag
- Dayap
- Ibabang Kinagunan
- Ilayang Kinagunan
- Kanlurang Calutan
- Kanlurang Maligaya
- Salvacion
- Silangang Calutan
- Silangang Maligaya
- Sildora
- Poblacion I
- Poblacion II

## Démographie
Selon le recensement de 2020, Agdangan compte 12 764 habitants.